# آلبرتو کایرو
آلبرتو کایرو (به انگلیسی: Alberto Cairo) و آثارش یکی از منابع اصلی بصری سازی اطلاعات در مطبوعات در تمام جهان، به خصوص کشورهای اسپانیایی زبان به شمار می‌رود.
وی علاوه بر مقالات متعدد دارای دو کتاب به نامهای گرافیک اطلاع‌رسان 2 (Infografia 2.0) و هنر کاربردی (The Functional) است. کایرو، از ابتدای سال ۲۰۱۲ مشغول تدریس گرافیک اطلاع‌رسان و بصری سازی اطلاعات در مدرسه ارتباطات دانشگاه میامی آمریکا است. او بین سالهای ۲۰۰۰ تا ۲۰۰۵ مدیر بخش گرافیک اطلاع‌رسان رزونامه ال موندو اسپانیا بود.
طی سالهای مدیریت او، بخش گرافیک اطلاع‌رسان ال موندو موفق به کسب جوایز بین‌المللی متعدد و به عنوان رسانه‌ای پیشتاز در زمینه بصری سازی تعاملی اطلاعات در مطبوعات شناخته شد.
کایرو همچنین دارای سابقه تدریس در دانشکده روزنامه نگاری دانشگاه کارولینای شمالی آمریکا و دانشگاه کارلوس سوم مادرید است و کنفرانسها و کارگاه‌های آموزشی تخصصی متعددی را در کشورهای اسپانیایی زبان و سایر کشورها از جمله آمریکا، مکزیک، السالوادور، پاناما، ونزوئلا، اکوادور، پرو، برزیل، شیلی، اسپانیا، فرانسه، سوئیس، اوکراین، کره جنوبی و سنگاپور برگزار کرده است.

## در ایران
کتاب Infografia 2.0 کایرو توسط احمد اشرفی و مریم سلیمی از اسپانیایی به فارسی ترجمه شده و توسط انتشارات سروش در آبان ۱۳۹۴ به چاپ رسیده است.